# Резня у Жёлтого Ручья
Резня у Йеллоу Крик (англ. Yellow Creek Massacre) — убийство нескольких членов семьи индейского вождя Логана и других индейцев ирокезского племени минго группой из 22-30 приграничных поселенцев 30 апреля 1774 года. События явились кульминацией многомесячных вооруженных конфликтов между индейцами и поселенцами, и после нескольких ответных нападений со стороны индейцев привели к началу Войны Данмора.

## Задокументированные свидетельства
Первым известным документальным свидетельством об убийствах на Йеллоу Крик является письмо Валентина Кроуфорда (англ. Valentine Crawford), отправленное Джорджу Вашингтону 7 мая 1774 года. Касательно событий, в письме приводится следующая информация:
В прошлую субботу, около 12 часов, некто Грэйтхаус и около 20 человек, напали на отряд индейцев в устье Йеллоу Крик, и убили 10 из них. Они забрали в плен одного ребенка, который находится сейчас у моего брата Уильяма Кроуфорда.
Благодаря именно этому письму датой событий принято считать предшествующую субботу, 30 апреля 1774 года. Достоверно установить более точные детали событий не представляется возможным ввиду противоречий между другими известными свидетельствами. Более того, большинство поздних свидетельств о событиях не содержат деталей, а представлены лишь как заявления о непричастности к убийствам капитана Майкла Крисапа (англ. Michael Cresap), так как после событий именно его обвиняли в этих убийствах индейцы и многие поселенцы.

### Показания Бенжамина Томлинсона
Судебные разбирательства и слухи, касающиеся предположительного участия Майкла Крисапа в убийствах на Йеллоу Крик, привели к появлению и публикации первых показаний непосредственного участника тех событий. 17 апреля 1797 года был допрошен Бенжамин Томлинсон (англ. Benjamin Tomlinson). Согласно его версии событий, на Йеллоу Крик были убиты мать, младший брат, и сестра Логана, являвшаяся также женой известного торговца Гибсона. Томлинсон также заявил, что отряд поселенцев не имел командира. Брата Логана застрелил Сэппингтон, но убийцы других индейцев ему не известны, хотя он присутствовал во время совершения убийств.

### Заявление Джона Сэппингтона
В феврале 1800 года были задокументированы заявления другого непосредственного участника событий. Джон Сэппингтон (англ. John Sappington) в первую очередь объявил о полной непричастности Крисапа к убийствам, и затем поведал свою версию событий. Согласно его словам, незадолго до событий жители приграничных территорий получили письма от Джона Коннелли (англ. John Connelly), агента лорда Данмора, предупреждающих о неминуемой войне с индейцами. В ответ на эти письма и слухи аналогичного толка, многие жители стали уходить в крупные поселения в поисках более безопасного места. Бэйкер, хозяин таверны в устье Йеллоу Крик, также готовился покинуть свой дом, когда в таверну пришла встревоженная индейская женщина и поведала жене Бэйкера о планах индейцев убить их всех. В ответ на это, Бэйкер призвал к себе отряд из 21 человека, которые устроили засаду с целью защиты Бэйкера, если индейцы проявят агрессию. Рано утром в таверну пришли 7 безоружных индейцев, включая 4 мужчины и 3 женщины, одним из которых был брат Логана. Индейцы начали пить, и очень быстро все кроме брата Логана опьянели. В какой-то момент брат Логана надел пальто и шляпу, принадлежащие родственнику Бэйкера, и стал разгуливать по таверне. Приблизившись к одному из двух сидевших в таверне поселенцев, индеец попытался ударить его. Увернувшись несколько раз, поселенец не выдержал и достал пистолет. В момент выстрела, убившего брата Логана, остальные члены отряда выскочили из укрытия и убили остальных индейцев, за исключением ребёнка. Незадолго до этого, однако, на другом берегу реки было замечено 5 вооруженных индейцев в боевой раскраске, отплывающих в направлении таверны. По словам Джона, именно этот факт вынудил отряд расправиться с остальными индейцами. Сэппингтон также сказал, что ни одна из индейских женщин не была родственницей Логана, тогда как одна из них была женой торговца Джона Гибсона, и ребёнок был его же дочерью. Несмотря на то, что в заявлении Сэппингтона не называется человек, выстреливший в брата Логана, по заявлению Самуэля МакКи (англ. Samuel McKee), записавшего его слова, он признался в устной форме, что брата Логана застрелил именно он. Томлинсон ранее также заявил, что брата Логана застрелил именно Сэппингтон. Многие исследователи сомневаются в правдивости некоторых деталей показаний Сэппингтона ввиду дружеских отношений между ним и Крисапом, а также прошлых судебных разбирательств касательно земельного вопроса, в которых Сэппингтон проиграл в пользу членов семьи Грэйтхаусов.

### Из записок Томаса Джефферсона
Будучий во время событий членом Палаты представителей Виргинии, Томас Джефферсон упоминал об убийстве в своих заметках, опубликованных в 1800 году в ходе его предвыборной кампании на пост президента США. Согласно собранным в публикации письмам и заявлениям разных людей, Джефферсон пришел к выводу о следующем ходе событий. Дэниель Грэйтхаус и Томлинсон, жившие на противоположном от индейцев берегу, собрали отряд из 32 человек с целью нападения на охотничий лагерь индейцев в устье Йеллоу Крик, на некотором расстоянии выше Уилинга. Непосредственно убийство произошло в таверне в Бэйкерс Боттом, на противоположном берегу от лагеря, где отряд Грэйтхауса прятался в ожидании удобного времени для атаки. Дэниель Грэйтхаус перед нападением посетил лагерь индейцев, пользуясь их дружественным расположением, и разведал их количество. Решение устроить засаду вместо прямого нападения на лагерь было принято из-за численного превосходства индейцев. Находясь в лагере, Грэйтхаус был предупрежден одной из индейских женщин об опасности его присутствия, так как индейские воины были рассержены из-за сообщений о недавнем убийстве индейцев у Кросс Крик отрядом Крисапа. Пригласив желающих в таверну, Грэйтхаус вернулся к отряду и устроил засаду, попросив хозяина таверны, Бэйкера, дать индейцам столько рома, сколько они смогут выпить. Когда некоторое количество индейцев собрались в таверне и напились, он и его отряд напали на них и убили всех, кроме маленькой девочки. Затем отряд открыл стрельбу по каноэ с вооруженными индейцами, переплывавших реку со стороны лагеря к таверне в ответ на прозвучавшие выстрелы. Джефферсон записал, что Бэйкер сообщил о 12 убитых и 6-8 раненых индейцах. Среди убитых, по словам Джефферсона, была та самая женщина, предупредившая Грэйтхауса об опасности. Либо она, либо другая убитая женщина, также являлась сестрой вождя Логана, и возможно была беременной.

### Из записок Джозефа Доддриджа
Заявлениям Джефферсона вторит Джозеф Доддридж (англ. Joseph Doddridge), который был маленьким ребёнком во время убийства, но позже женился на женщине, чья сестра была замужем за одним из младших братьев Дэниеля Грэйтхауса. Согласно его заявлениям, в убийстве принимало участие не более 5-6 человек из отряда Грэйтхауса, тогда как остальные были против жестокости, однако не остановили убийства, сохранив жизнь лишь индейской девочке. После бойни в таверне через реку переправились два индейца, для выяснения ситуации, но они были застрелены сразу как ступили на берег. Второе каноэ, большего размера и с большим количеством индейцев, попыталось пересечь реку, но было обстреляно, что вынудило индейцев вернуться в лагерь из-за потерь.

### Воспоминания судьи Джоли
В 1836 году журнал Silliman’s Journal (ныне American Journal of Science) напечатал воспоминания судьи Джоли (англ. Judge Jolley), которому во время убийств было 16 лет. Согласно его словам, он встретил отряд Грэйтхауса на следующий день после событий, и позже раздобыл дополнительную информацию из достоверных по его мнению источников. Заявления судьи представляют следующий ход событий. Примерно 5 индейских мужчин и 1 женщина прибыли в таверну, где находился отряд Грэйтхауса. Индейцев угостили ромом, и трое из мужчин быстро напились. Двое других индейцев и женщина отказались пить. Трезвым индейцам предложили посоревноваться в стрельбе по мишеням, и когда они разрядили свои ружья, их застрелили. Женщина попыталась убежать, но была подстрелена. Перед смертью она умоляла пощадить ребёнка, который по её словам был от белого мужчины. В таверне в это время находился человек, готовый зарубить троих пьяных индейцев томагавгами, что и было сделано. Отряд затем ушел в лагерь поселенцев Кэтфиш, где мать судьи по его воспоминаниям ухаживала за ребёнком, которого вскоре забрали, собираясь передать предполагаемому отцу, полковнику Джорджу Гибсону из Пенсильвании, в то время знатному торговцу с индейцами (возможно, здесь речь о Джоне Гибсоне, известном солдате и торговце, имевшим дружеские отношения с индейцами племени минго и Логаном, в будущем занимавшим пост секретаря Индейских территорий).

### Воспоминания Майкла Майерса
Одним из самых поздних и последних из задокументированных заявлений непосредственного свидетеля убийств являются воспоминания капитана Майкла Майерса (англ. Michael Myers), записанные в феврале 1850 года. Однако, его слова повествуют о событиях, непосредственно предшествующий убийствам, и не упоминают засаду в таверне и убийство индейских женщин.